# Kystlaguner og strandsøer
Kystlaguner og strandsøer er forholdsvis lavvandede områder med salt eller brakt vand, adskilt fra havet ved smalle landtanger. Ved benævnelsen lagune sigtes til større vandområder, ved strandsøer til mindre.
Blandt de større og mere kendte laguner kan nævnes Frisches Haff og den Kuriske lagune (tysk: Kurisches haff), hvor Wisła og Nemunas udmunder. Laguner, som indgår i floddeltaer, bliver med tiden fyldt med flodernes sand og slam, og de bliver derfor efterhånden til lavt, fladt land, gennemskåret af forgrenede flodarme.
Saltholdigheden i strandsøer kan veksle meget beroende på nedbør, fordampning, tidvis tilførsel af havvand under storm.
Kystlaguner er en prioriteret naturtype, dvs. en særligt truet habitatnaturtyper på europæisk plan og har betegnelsen 1150 * Kystlaguner og strandsøer i Beskrivelse af danske naturtyper omfattet af habitatdirektivet
(Natura 2000 typer) 

## Forudsætninger
Strandsøer forekommer på steder langs kysten, hvor havet aflejrer materialer med mere stillestående vand. Større laguner udvikler sig, hvor en tidligere fjord afskæres helt fra havet af en sandodde eller barriere, der kan gro til.

## Plantevækst
Blandt vækster fundet i tilknytning til strandsøer kan nævnes arter af vandstjerne, lav kogleaks, børstebladet vandaks, strand-vandranunkel, korsandemad, tagrør, krebseklo, dunhammer og stor najade.
- Vandstjerne Callitriche palustris
- Lav kogleaks
- Børstebladet vandaks
- strand-vandranunkel
- Tagrør
- Dunhammer

## Dyreliv
Af bløddyr, der lever i strandsøer, kan nævnes børsteorme, hjuldyr og krebsdyr.
Blandt fugle, der lever ved strandsøer, kan nævnes skeand og spidsand.
- Børsteormen Pygospio elegans
- Hjuldyr
- Skeand
- Spidsand

## Forekomster i Danmark
Blandt danske lagunesøer kan nævnes Ringkøbing Fjord, Stavns Fjord, Saltbæk Vig, Korevlerne, Bøjden Nor
og Nissum Fjord,  men også Ørslevkloster Sø, Fiilsø, Tybrind Vig, Tryggelev Nor, Klisenor, Keldsnor, Lejsø på Lejodde, Omø Sø, Arresø[kilde mangler] .